# Cranichideae
Cranichideae (Lindl.) Endl. 1842 è una tribù di piante spermatofite monocotiledoni appartenenti alla famiglia delle Orchidacee.

## Etimologia
Il nome di questa tribù è stato ripreso dal genere tipo Cranichis Swartz (1788) . L'etimologia del nome deriva dal greco (krane = casco) e si riferisce alla morfologia del perigonio. La denominazione di questa tribù è stata proposta dal botanico inglese John Lindley (1799 – 1865) perfezionata e descritta successivamente dal botanico, numismatico e orientalista tedesco Stephan Ladislaus Endlicher (1804 – 1849) in una pubblicazione del 1842.

## Descrizione
I dati morfologici si riferiscono soprattutto alle specie europee e in particolare a quelle spontanee italiane.
Sono piante erbacea perenni alte da pochi decimetri fino a 2 metri. La forma biologica prevalente di queste orchidee è geofita rizomatosa (G rizh), ossia sono piante con un particolare fusto sotterraneo, detto rizoma, che ogni anno si rigenera con nuove radici e fusti avventizi. La crescita di queste orchidee è terrestre ma anche “epifita” (soprattutto nelle specie tropicali).

### Radici
Le radici sono secondarie da rizoma. Sono del tipo fascicolato e si trovano nella parte superiore dei rizotuberi; oppure fuoriescono a intervalli lungo il rizoma. Raramente sono assenti, in questo caso il rizoma è ingrossato simile al corallo.

### Fusto
- Parte ipogea: la parte sotterranea consiste in un rizoma stolonifero e radicante ai nodi. La consistenza di questi organi è carnosa e, nelle specie tropicali epifite, spesso sono rivestiti di un velo radicale detto velamen che consente alla pianta di assorbire l'umidità atmosferica. Il velamen presenta delle caratteristiche utili all'analisi filogenetica di queste orchidee[2].
- Parte epigea: i fusti aerei sono ascendenti, delicati e ramificati. Alcune specie hanno un portamento prostrato.

### Foglie
- Foglie basali: alcune piante sono dotate di una rosetta basale. Le foglie hanno una forma intera o ovato-bislunga con apice appuntito. La lamina in genere è verde ed è solcata da diverse nervature parallele (nervatura parallelinervia); alcune specie presentano nervature di altro tipo (nervatura anastomosata).
- Foglie cauline: quelle del fusto in genere sono ridotte ma sempre ben visibili e normalmente verdi, a forma lanceolato-lineare e sono amplessicauli (abbraccianti il fusto). La disposizione di queste foglie lungo il fusto è spiralata.

Alcune specie sono prive di clorofilla per cui le foglie sono colorate di marrone chiaro, oppure sono ridotte a squame distribuite lungo il fusto.

### Infiorescenza
L'infiorescenza è del tipo spiciforme o a racemo o a grappolo con pochi o tanti fiori secondo la specie. La disposizione dei fiori può essere spiralata oppure unilaterale. Alla base del ovario (sotto il perigonio) sono presenti delle brattee erbacee a forma lanceolata. In alcune specie i fiori sono resupinati, ossia ruotati di 180° per cui il labello si trova in posizione bassa, mentre in altre specie non lo sono.

### Fiori
I fiori sono ermafroditi ed irregolarmente zigomorfi, pentaciclici (perigonio a 2 verticilli di tepali, 2 verticilli di stami (di cui uno atrofizzato), 1 verticillo dello stilo).

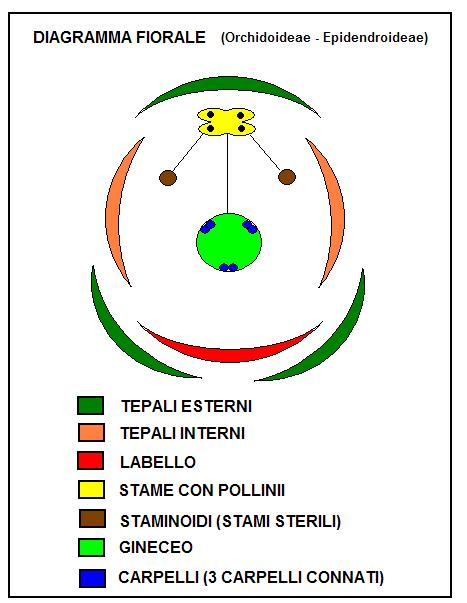
Diagramma fiorale

- Formula fiorale: per queste piante viene indicata la seguente formula fiorale:

X, P 3+3, [A 1, G (3)], infero, capsula
- Perigonio: il perigonio è composto da 2 verticilli con 3 tepali ciascuno (3 interni e 3 esterni) a forma quasi sempre lanceolato-ovata, con apice acuto e più o meno liberi. Nel primo verticillo (esterno) il portamento dei 3 tepali ricorda quello di una campanula. Nel secondo verticillo (interno) il tepalo centrale (chiamato “labello”) è molto diverso rispetto agli altri due laterali che si presentano più simili ai tre tepali esterni. Questi ultimi spesso sono decorrenti sull'ovario.
- Labello: il labello è la parte più visibile del perigonio (è addetto alla funzione vessillifera); questo organo in alcune specie è semplice (non formato da due parti distinte) e privo dello sperone; in altre è diviso in due parti (ipochilo e epichilo).  Nella maggioranza dei casi la forma è ovata e termina con una “lingua” ripiegata più o meno verso il basso. Al suo interno si trovano gli organi di riproduzione (il ginostemio). In genere è questa la parte nettarifera.
- Ginostemio:  lo stame con le rispettive antere (in realtà si tratta di una sola antera fertile biloculare – a due logge) è concresciuto con lo stilo e forma una specie di organo colonnare chiamato ginostemio[6]. Il polline è conglutinato in pollinii (o masse polliniche) collegati direttamente (senza caudicole o con caudicole a seconda della specie) al retinacolo (una ghiandola vischiosa sporgente che ha la funzione di catturare il polline). La forma di questa struttura è spesso usata in tassonomia per raggruppare filogeneticamente i vari taxa.
- Ovario: l'ovario, infero e sessile, è formato da tre carpelli fusi insieme[3].

### Frutti
I frutti sono delle capsula più o meno ovoidali con alcune coste. Questo tipo di frutto è deiscente lungo tre di queste coste. Al suo interno sono contenuti numerosi minutissimi semi. Questi semi sono privi di endosperma e gli embrioni contenuti in essi sono poco differenziati in quanto formati da poche cellule. Queste piante vivono in stretta simbiosi con micorrize endotrofiche, questo significa che i semi possono svilupparsi solamente dopo essere infettati dalle spore di funghi micorrizici (infestazione di ife fungine). Questo meccanismo è necessario in quanto i semi da soli hanno poche sostanze di riserva per una germinazione in proprio..

## Biologia
La riproduzione di queste piante avviene in due modi: 
- per via sessuata grazie all'impollinazione degli insetti pronubi; ma la germinazione dei semi è condizionata dalla presenza di funghi specifici (i semi sono privi di albume – vedi sopra).
- per via vegetativa in quanto i rizomi possono emettere gemme avventizie capaci di generare nuovi individui.

## Distribuzione e habitat
Le oltre 1600 specie di questa tribù sono distribuite in tutto il mondo a parte le zone desertiche. Quelle tropicali provengono soprattutto dall'Asia e in parte dall'Africa centrale o dal Brasile. È in questo ambiente (quello tropicale e in parte subtropicale) che si riscontra il 95% delle diversità della tribù.
In Europa sono presenti poche specie del genere Goodyera e del genere Spiranthes.  L'habitat tipico (almeno per le specie a clima temperato) sono le zone ombreggiate, fresche e umide dei sottoboschi oppure ambienti di tipo alpino. Altre specie (i membri delle Manniellinae  o alcune specie del genere Prescottia delle Cranichidinae) vivono in ambienti umidi e caldi delle foreste tropicali.

## Tassonomia
La tribù è composta da otto sottotribù e un centinaio di generi (le specie sono oltre 1600).
Sottotribù Chloraeinae 
- Bipinnula Comm. ex Juss. (11 spp.)
- Chloraea Comm. ex Juss. (52 spp.)
- Gavilea Poepp. (15 spp.)

Sottotribù Cranichidinae Lindl., 1840
- Aa Rchb.f. (25 spp.)
- Altensteinia Kunth (7 spp.)
- Baskervilla Lindl. (10 spp.)
- Cranichis Sw. (53 spp.)
- Fuertesiella Schltr. (1 sp.)
- Galeoglossum A.Rich  &  Galeotti (3 spp.)
- Gomphichis Lindl. (24 spp.)
- Myrosmodes Rchb.f. (12 spp.)
- Ponthieva R.Br. (66 spp.)
- Porphyrostachys Rchb.f. (2 spp.)
- Prescottia Lindl. (26 spp.)
- Pseudocentrum Lindl. (7 spp.)
- Pterichis Lindl. (20 spp.)
- Solenocentrum Schltr. (4 spp.)
- Stenoptera C.Presl (7 spp.)

Sottotribù Discyphinae Salazar & van den Berg, 2014
- Discyphus Schltr. (1 sp.)

Sottotribù Galeottiellinae Salazar & M.W. Chase, 2002
- Galeottiella Schltr. (6 spp.)

Sottotribù Goodyerinae Klotzsch, 1846
- Aenhenrya Gopalan (1 sp.)
- Anoectochilus Blume, 1825 (46 spp.)
- Aspidogyne Garay, 1977 (78 spp.)
- Chamaegastrodia Makino & F.Maek., 1935 (3 spp.)
- Cheirostylis Bijdr., 1825 (56 spp.)
- Cystorchis Blume, 1859 (20 spp.)
- Danhatchia Garay & Christenson, 1995 (3 spp.)
- Dossinia C.Morren, 1848 (1 sp.)
- Erythrodes Blume, 1825 (26 spp.)
- Eurycentrum Schltr., 1905 (4 spp.)
- Gonatostylis Schltr., 1906 (2 spp.)
- Goodyera R.Br., 1813 (99 spp.)
- Halleorchis Szlach. & Olszewski, 1998 (1 sp.)
- Herpysma Lindl., 1833 (1 sp.)
- Hetaeria Blume, 1825 (27 spp.)
- Hylophila Lindl., 1833 (5 spp.)
- Kreodanthus Garay, 1977 (13 spp.)
- Kuhlhasseltia J.J.Sm., 1910 (3 spp.)
- Lepidogyne Blume, 1859 (1 sp.)
- Ludisia A.Rich., 1825 (2 spp.)
- Macodes Lindl., 1840 (11 spp.)
- Microchilus C.Presl, 1827 (160 spp.)
- Myrmechis Blume, 1859 (11 spp.)
- Odontochilus Blume, 1859 (56 spp.)
- Orchipedum Breda, 1827 (3 spp.)
- Pachyplectron Schltr., 1906 (3 spp.)
- Papuaea Schltr., 1919 (1 sp.)
- Rhomboda Lindl., 1857 (24 spp.)
- Schuitemania Ormerod (1 sp.)
- Stephanothelys Garay, 1977 (5 spp.)
- Vrydagzynea Blume, 1858 (42 spp.)
- Zeuxine Lindl., 1826 (80 spp.)

Sottotribù Manniellinae Schltr., 1926
- Manniella Rchb.f. (2 spp.)

Sottotribù Pterostylidinae Pfitzer, 1810
- Pterostylis R.Br. (211 spp.)
- Achlydosa M.A.Clem. & D.L.Jones (1 sp.)

Sottotribù Spiranthinae Lindl., 1840
- Aracamunia Carnevali & I.Ramírez, 1989 (1 sp.)
- Aulosepalum Garay, 1980 (9 spp.)
- Beloglottis Schltr., 1920 (7 spp.)
- Brachystele Schltr., 1920 (20 spp.)
- Buchtienia Schltr., 1929 (4 spp.)
- Coccineorchis Schltr., 1920 (8 spp.)
- Cotylolabium Garay, 1980 (1 sp.)
- Cybebus Garay, 1978 (1 sp.)
- Cyclopogon C.Presl, 1827 (94 spp.)
- Degranvillea Determann, 1985 (1 sp.)
- Deiregyne Schltr., 1920 (24 spp.)
- Dichromanthus Garay, 1982 (4 sp.)
- Eltroplectris Raf., 1837 (15 spp.)
- Eurystyles Wawra, 1863 (21 spp.)
- Funkiella Schltr., 1920 (7 spp.)
- Hapalorchis Schltr., 1919 (13 spp.)
- Helonoma Garay, 1980 (4 spp.)
- Kionophyton Garay, 1980 (3 spp.)
- Lankesterella Ames, 1923 (11 spp.)
- Lyroglossa Schltr., 1920 (2 spp.)
- Mesadenella Pabst & Garay, 1953 (10 spp.)
- Mesadenus Schltr., 1920 (4 spp.)
- Nothostele Garay (2 spp.)
- Odontorrhynchus M.N.Correa, 1953 (4 spp.)
- Pelexia Poit. ex Rich., 1817 (90 spp.)
- Physogyne Garay, 1982 (3 spp.)
- Pseudogoodyera Schltr., 1920 (1 spp.)
- Pteroglossa Schltr., 1920 (13 spp.)
- Quechua Salazar  &  L.Jost  (1 spp.)
- Sacoila Raf., 1837 (8 spp.)
- Sarcoglottis C.Presl, 1827 (52 spp.)
- Sauroglossum Lindl., 1833 (11 spp.)
- Schiedeella Schltr., 1920 (18 spp.)
- Skeptrostachys Garay, 1980 (10 spp.)
- Sotoa Salazar (1 sp.)
- Spiranthes Rich., 1817 (39 spp.)
- Stalkya Garay, 1980 (1 sp.)
- Stenorrhynchos Rich. ex Spreng., 1826 (5 spp.)
- Svenkoeltzia Burns-Bal., 1989 (3 spp.)
- Thelyschista Garay, 1980 (1 spp.)
- Veyretia Szlach., 1995 (11 sp.)

### Filogenesi
I rapporti filogenetici tra le differenti sottotribù sono illustrati dal seguente cladogramma, tratto dallo studio citato:
|  | Spiranthinae                                                  |
|  |                                                               |
|  | \| \| Discyphinae \| \| \| \| \| \| Cranichidinae \| \| \| \| |
|  |                                                               |
|  | Discyphinae                                                   |
|  |                                                               |
|  | Cranichidinae                                                 |
|  |                                                               |

|  | Discyphinae   |
|  |               |
|  | Cranichidinae |
|  |               |

|  | Spiranthinae                                                  |
|  |                                                               |
|  | \| \| Discyphinae \| \| \| \| \| \| Cranichidinae \| \| \| \| |
|  |                                                               |
|  | Discyphinae                                                   |
|  |                                                               |
|  | Cranichidinae                                                 |
|  |                                                               |

|  | Discyphinae   |
|  |               |
|  | Cranichidinae |
|  |               |

|  | Spiranthinae                                                  |
|  |                                                               |
|  | \| \| Discyphinae \| \| \| \| \| \| Cranichidinae \| \| \| \| |
|  |                                                               |
|  | Discyphinae                                                   |
|  |                                                               |
|  | Cranichidinae                                                 |
|  |                                                               |

|  | Discyphinae   |
|  |               |
|  | Cranichidinae |
|  |               |

|  | Spiranthinae                                                  |
|  |                                                               |
|  | \| \| Discyphinae \| \| \| \| \| \| Cranichidinae \| \| \| \| |
|  |                                                               |
|  | Discyphinae                                                   |
|  |                                                               |
|  | Cranichidinae                                                 |
|  |                                                               |

|  | Discyphinae   |
|  |               |
|  | Cranichidinae |
|  |               |

|  | Spiranthinae                                                  |
|  |                                                               |
|  | \| \| Discyphinae \| \| \| \| \| \| Cranichidinae \| \| \| \| |
|  |                                                               |
|  | Discyphinae                                                   |
|  |                                                               |
|  | Cranichidinae                                                 |
|  |                                                               |

|  | Discyphinae   |
|  |               |
|  | Cranichidinae |
|  |               |

|  | Spiranthinae                                                  |
|  |                                                               |
|  | \| \| Discyphinae \| \| \| \| \| \| Cranichidinae \| \| \| \| |
|  |                                                               |
|  | Discyphinae                                                   |
|  |                                                               |
|  | Cranichidinae                                                 |
|  |                                                               |

|  | Discyphinae   |
|  |               |
|  | Cranichidinae |
|  |               |

|  | Spiranthinae                                                  |
|  |                                                               |
|  | \| \| Discyphinae \| \| \| \| \| \| Cranichidinae \| \| \| \| |
|  |                                                               |
|  | Discyphinae                                                   |
|  |                                                               |
|  | Cranichidinae                                                 |
|  |                                                               |

|  | Discyphinae   |
|  |               |
|  | Cranichidinae |
|  |               |

|  | Spiranthinae                                                  |
|  |                                                               |
|  | \| \| Discyphinae \| \| \| \| \| \| Cranichidinae \| \| \| \| |
|  |                                                               |
|  | Discyphinae                                                   |
|  |                                                               |
|  | Cranichidinae                                                 |
|  |                                                               |

|  | Discyphinae   |
|  |               |
|  | Cranichidinae |
|  |               |

|  | Spiranthinae                                                  |
|  |                                                               |
|  | \| \| Discyphinae \| \| \| \| \| \| Cranichidinae \| \| \| \| |
|  |                                                               |
|  | Discyphinae                                                   |
|  |                                                               |
|  | Cranichidinae                                                 |
|  |                                                               |

|  | Discyphinae   |
|  |               |
|  | Cranichidinae |
|  |               |

|  | Spiranthinae                                                  |
|  |                                                               |
|  | \| \| Discyphinae \| \| \| \| \| \| Cranichidinae \| \| \| \| |
|  |                                                               |
|  | Discyphinae                                                   |
|  |                                                               |
|  | Cranichidinae                                                 |
|  |                                                               |

|  | Discyphinae   |
|  |               |
|  | Cranichidinae |
|  |               |

|  | Spiranthinae                                                  |
|  |                                                               |
|  | \| \| Discyphinae \| \| \| \| \| \| Cranichidinae \| \| \| \| |
|  |                                                               |
|  | Discyphinae                                                   |
|  |                                                               |
|  | Cranichidinae                                                 |
|  |                                                               |

|  | Discyphinae   |
|  |               |
|  | Cranichidinae |
|  |               |

|  | Spiranthinae                                                  |
|  |                                                               |
|  | \| \| Discyphinae \| \| \| \| \| \| Cranichidinae \| \| \| \| |
|  |                                                               |
|  | Discyphinae                                                   |
|  |                                                               |
|  | Cranichidinae                                                 |
|  |                                                               |

|  | Discyphinae   |
|  |               |
|  | Cranichidinae |
|  |               |

|  | Spiranthinae                                                  |
|  |                                                               |
|  | \| \| Discyphinae \| \| \| \| \| \| Cranichidinae \| \| \| \| |
|  |                                                               |
|  | Discyphinae                                                   |
|  |                                                               |
|  | Cranichidinae                                                 |
|  |                                                               |

|  | Discyphinae   |
|  |               |
|  | Cranichidinae |
|  |               |

|  | Spiranthinae                                                  |
|  |                                                               |
|  | \| \| Discyphinae \| \| \| \| \| \| Cranichidinae \| \| \| \| |
|  |                                                               |
|  | Discyphinae                                                   |
|  |                                                               |
|  | Cranichidinae                                                 |
|  |                                                               |

|  | Discyphinae   |
|  |               |
|  | Cranichidinae |
|  |               |

|  | Spiranthinae                                                  |
|  |                                                               |
|  | \| \| Discyphinae \| \| \| \| \| \| Cranichidinae \| \| \| \| |
|  |                                                               |
|  | Discyphinae                                                   |
|  |                                                               |
|  | Cranichidinae                                                 |
|  |                                                               |

|  | Discyphinae   |
|  |               |
|  | Cranichidinae |
|  |               |

|  | Spiranthinae                                                  |
|  |                                                               |
|  | \| \| Discyphinae \| \| \| \| \| \| Cranichidinae \| \| \| \| |
|  |                                                               |
|  | Discyphinae                                                   |
|  |                                                               |
|  | Cranichidinae                                                 |
|  |                                                               |

|  | Discyphinae   |
|  |               |
|  | Cranichidinae |
|  |               |

|  | Spiranthinae                                                  |
|  |                                                               |
|  | \| \| Discyphinae \| \| \| \| \| \| Cranichidinae \| \| \| \| |
|  |                                                               |
|  | Discyphinae                                                   |
|  |                                                               |
|  | Cranichidinae                                                 |
|  |                                                               |

|  | Discyphinae   |
|  |               |
|  | Cranichidinae |
|  |               |

|  | Spiranthinae                                                  |
|  |                                                               |
|  | \| \| Discyphinae \| \| \| \| \| \| Cranichidinae \| \| \| \| |
|  |                                                               |
|  | Discyphinae                                                   |
|  |                                                               |
|  | Cranichidinae                                                 |
|  |                                                               |

|  | Discyphinae   |
|  |               |
|  | Cranichidinae |
|  |               |

|  | Spiranthinae                                                  |
|  |                                                               |
|  | \| \| Discyphinae \| \| \| \| \| \| Cranichidinae \| \| \| \| |
|  |                                                               |
|  | Discyphinae                                                   |
|  |                                                               |
|  | Cranichidinae                                                 |
|  |                                                               |

|  | Discyphinae   |
|  |               |
|  | Cranichidinae |
|  |               |

|  | Spiranthinae                                                  |
|  |                                                               |
|  | \| \| Discyphinae \| \| \| \| \| \| Cranichidinae \| \| \| \| |
|  |                                                               |
|  | Discyphinae                                                   |
|  |                                                               |
|  | Cranichidinae                                                 |
|  |                                                               |

|  | Discyphinae   |
|  |               |
|  | Cranichidinae |
|  |               |

|  | Spiranthinae                                                  |
|  |                                                               |
|  | \| \| Discyphinae \| \| \| \| \| \| Cranichidinae \| \| \| \| |
|  |                                                               |
|  | Discyphinae                                                   |
|  |                                                               |
|  | Cranichidinae                                                 |
|  |                                                               |

|  | Discyphinae   |
|  |               |
|  | Cranichidinae |
|  |               |

|  | Spiranthinae                                                  |
|  |                                                               |
|  | \| \| Discyphinae \| \| \| \| \| \| Cranichidinae \| \| \| \| |
|  |                                                               |
|  | Discyphinae                                                   |
|  |                                                               |
|  | Cranichidinae                                                 |
|  |                                                               |

|  | Discyphinae   |
|  |               |
|  | Cranichidinae |
|  |               |

|  | Spiranthinae                                                  |
|  |                                                               |
|  | \| \| Discyphinae \| \| \| \| \| \| Cranichidinae \| \| \| \| |
|  |                                                               |
|  | Discyphinae                                                   |
|  |                                                               |
|  | Cranichidinae                                                 |
|  |                                                               |

|  | Discyphinae   |
|  |               |
|  | Cranichidinae |
|  |               |

|  | Spiranthinae                                                  |
|  |                                                               |
|  | \| \| Discyphinae \| \| \| \| \| \| Cranichidinae \| \| \| \| |
|  |                                                               |
|  | Discyphinae                                                   |
|  |                                                               |
|  | Cranichidinae                                                 |
|  |                                                               |

|  | Discyphinae   |
|  |               |
|  | Cranichidinae |
|  |               |

|  | Spiranthinae                                                  |
|  |                                                               |
|  | \| \| Discyphinae \| \| \| \| \| \| Cranichidinae \| \| \| \| |
|  |                                                               |
|  | Discyphinae                                                   |
|  |                                                               |
|  | Cranichidinae                                                 |
|  |                                                               |

|  | Discyphinae   |
|  |               |
|  | Cranichidinae |
|  |               |

|  | Spiranthinae                                                  |
|  |                                                               |
|  | \| \| Discyphinae \| \| \| \| \| \| Cranichidinae \| \| \| \| |
|  |                                                               |
|  | Discyphinae                                                   |
|  |                                                               |
|  | Cranichidinae                                                 |
|  |                                                               |

|  | Discyphinae   |
|  |               |
|  | Cranichidinae |
|  |               |

|  | Spiranthinae                                                  |
|  |                                                               |
|  | \| \| Discyphinae \| \| \| \| \| \| Cranichidinae \| \| \| \| |
|  |                                                               |
|  | Discyphinae                                                   |
|  |                                                               |
|  | Cranichidinae                                                 |
|  |                                                               |

|  | Discyphinae   |
|  |               |
|  | Cranichidinae |
|  |               |

|  | Spiranthinae                                                  |
|  |                                                               |
|  | \| \| Discyphinae \| \| \| \| \| \| Cranichidinae \| \| \| \| |
|  |                                                               |
|  | Discyphinae                                                   |
|  |                                                               |
|  | Cranichidinae                                                 |
|  |                                                               |

|  | Discyphinae   |
|  |               |
|  | Cranichidinae |
|  |               |

|  | Spiranthinae                                                  |
|  |                                                               |
|  | \| \| Discyphinae \| \| \| \| \| \| Cranichidinae \| \| \| \| |
|  |                                                               |
|  | Discyphinae                                                   |
|  |                                                               |
|  | Cranichidinae                                                 |
|  |                                                               |

|  | Discyphinae   |
|  |               |
|  | Cranichidinae |
|  |               |

|  | Spiranthinae                                                  |
|  |                                                               |
|  | \| \| Discyphinae \| \| \| \| \| \| Cranichidinae \| \| \| \| |
|  |                                                               |
|  | Discyphinae                                                   |
|  |                                                               |
|  | Cranichidinae                                                 |
|  |                                                               |

|  | Discyphinae   |
|  |               |
|  | Cranichidinae |
|  |               |

|  | Spiranthinae                                                  |
|  |                                                               |
|  | \| \| Discyphinae \| \| \| \| \| \| Cranichidinae \| \| \| \| |
|  |                                                               |
|  | Discyphinae                                                   |
|  |                                                               |
|  | Cranichidinae                                                 |
|  |                                                               |

|  | Discyphinae   |
|  |               |
|  | Cranichidinae |
|  |               |

|  | Spiranthinae                                                  |
|  |                                                               |
|  | \| \| Discyphinae \| \| \| \| \| \| Cranichidinae \| \| \| \| |
|  |                                                               |
|  | Discyphinae                                                   |
|  |                                                               |
|  | Cranichidinae                                                 |
|  |                                                               |

|  | Discyphinae   |
|  |               |
|  | Cranichidinae |
|  |               |

### Alcune specie

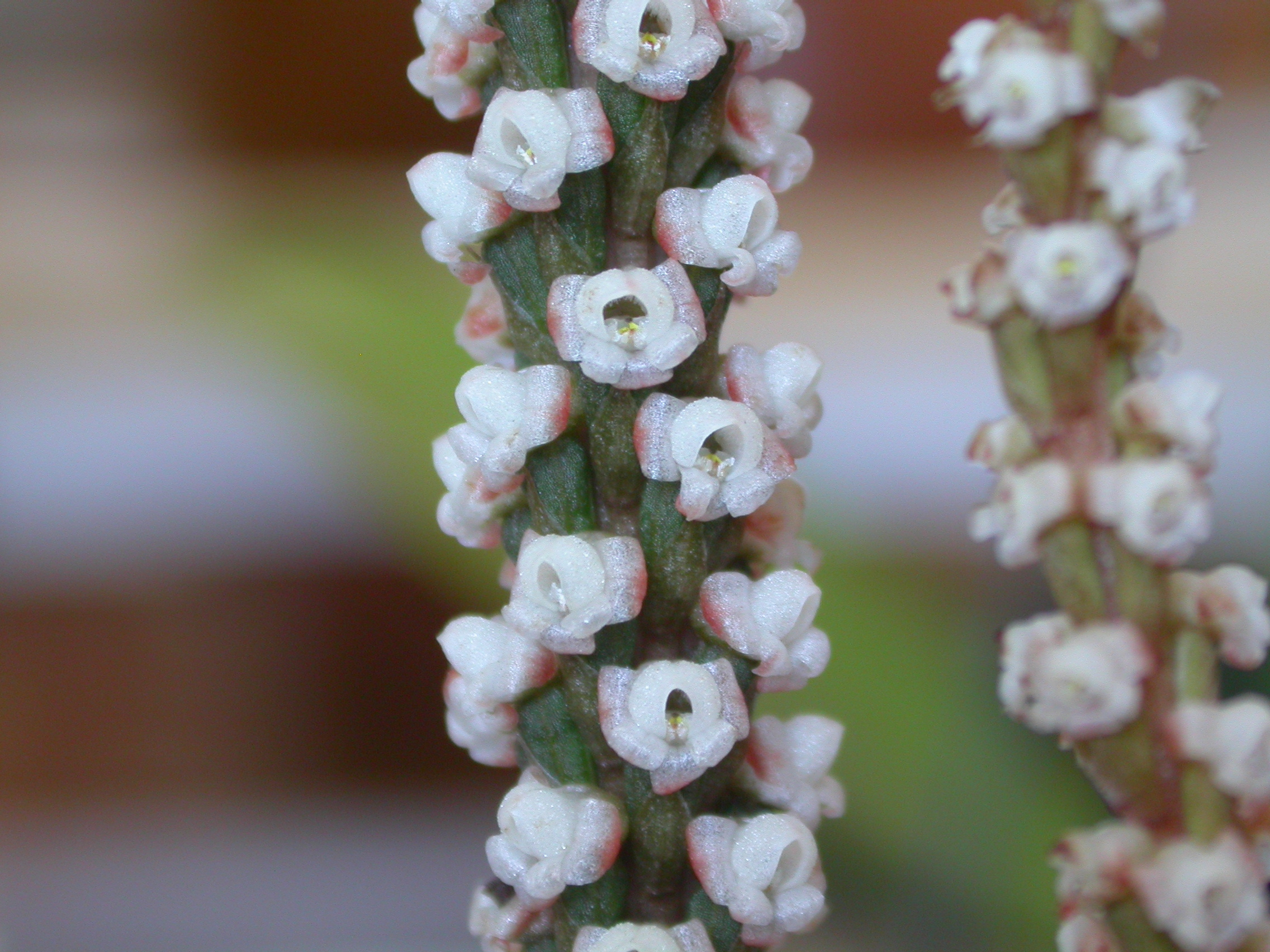
Prescottia oligantha Sottotribù Cranichidinae
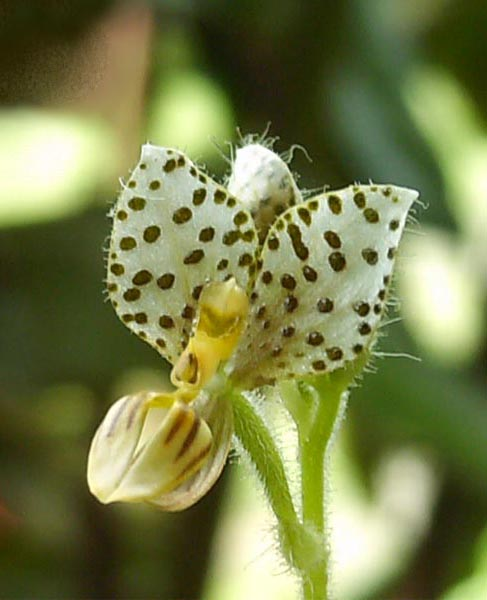
Ponthieva maculata Sottotribù Cranichidinae
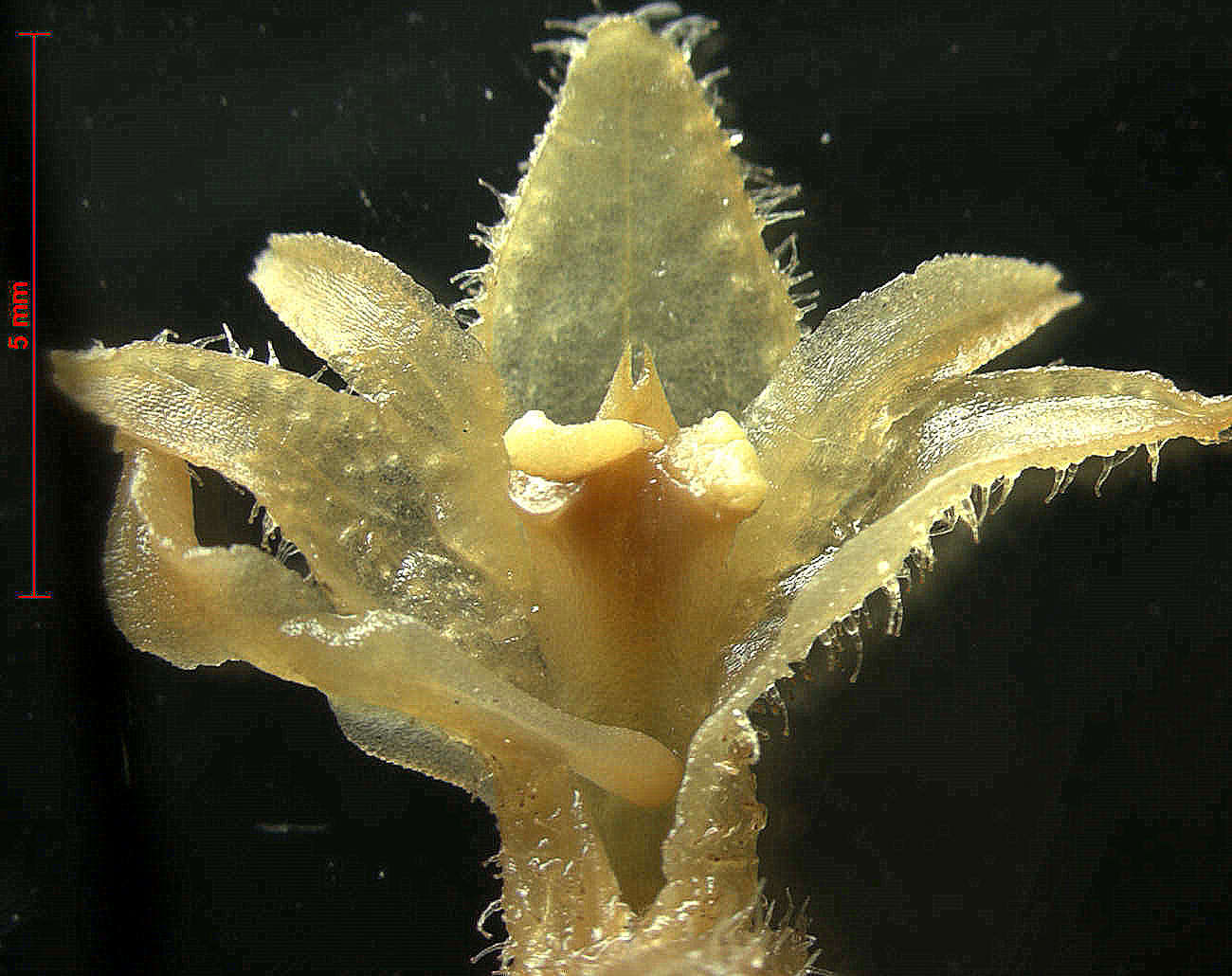
Discyphus scopulariae Sottotribù Discyphinae
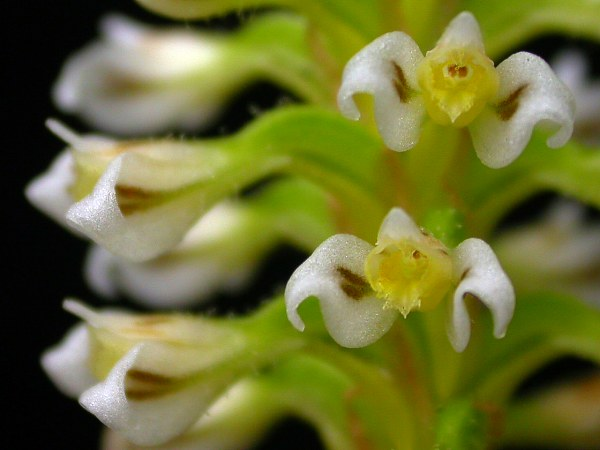
Aspidogyne nobilis Sottotribù Goodyerinae
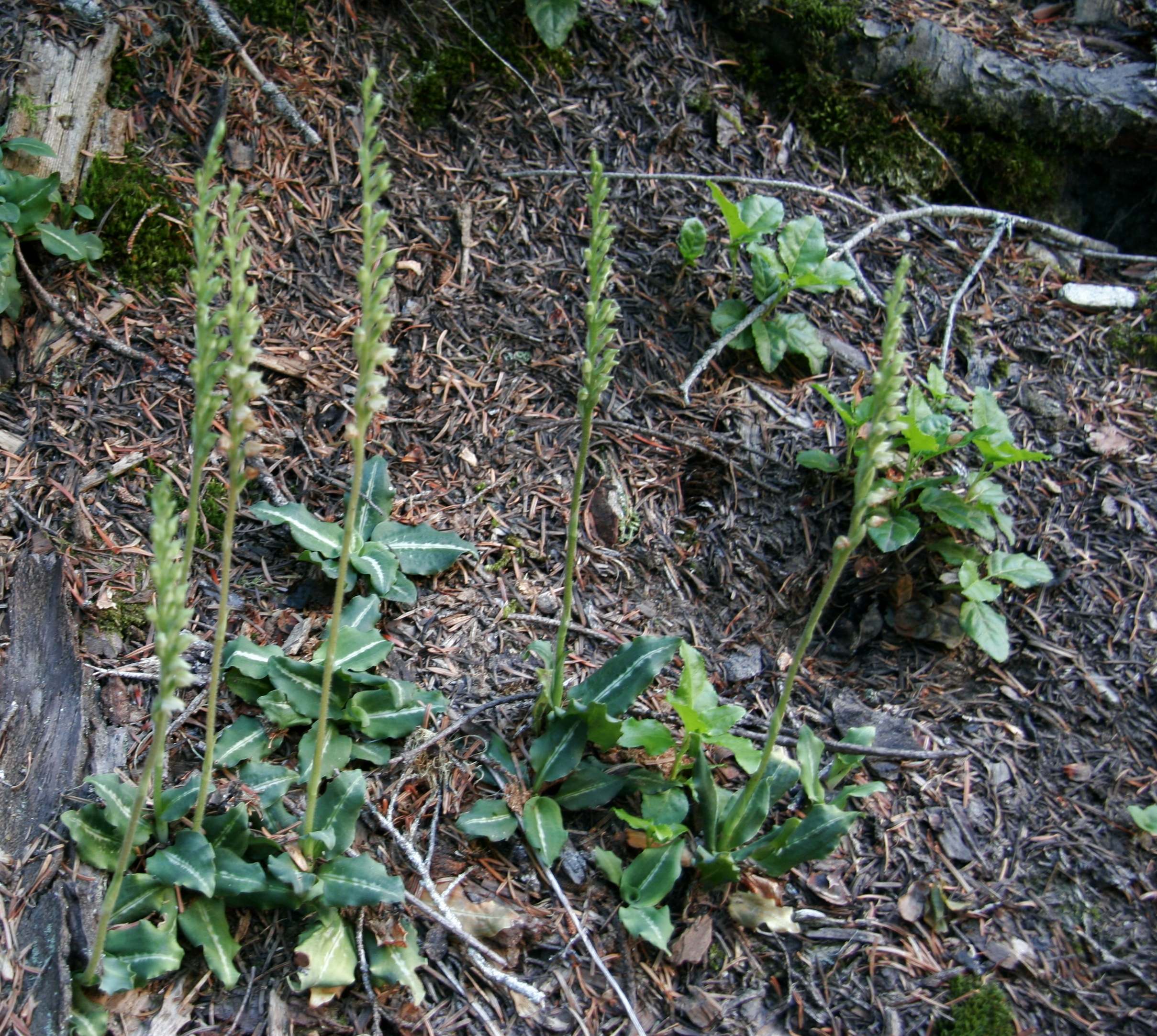
Goodyera oblongifolia Sottotribù Goodyerinae
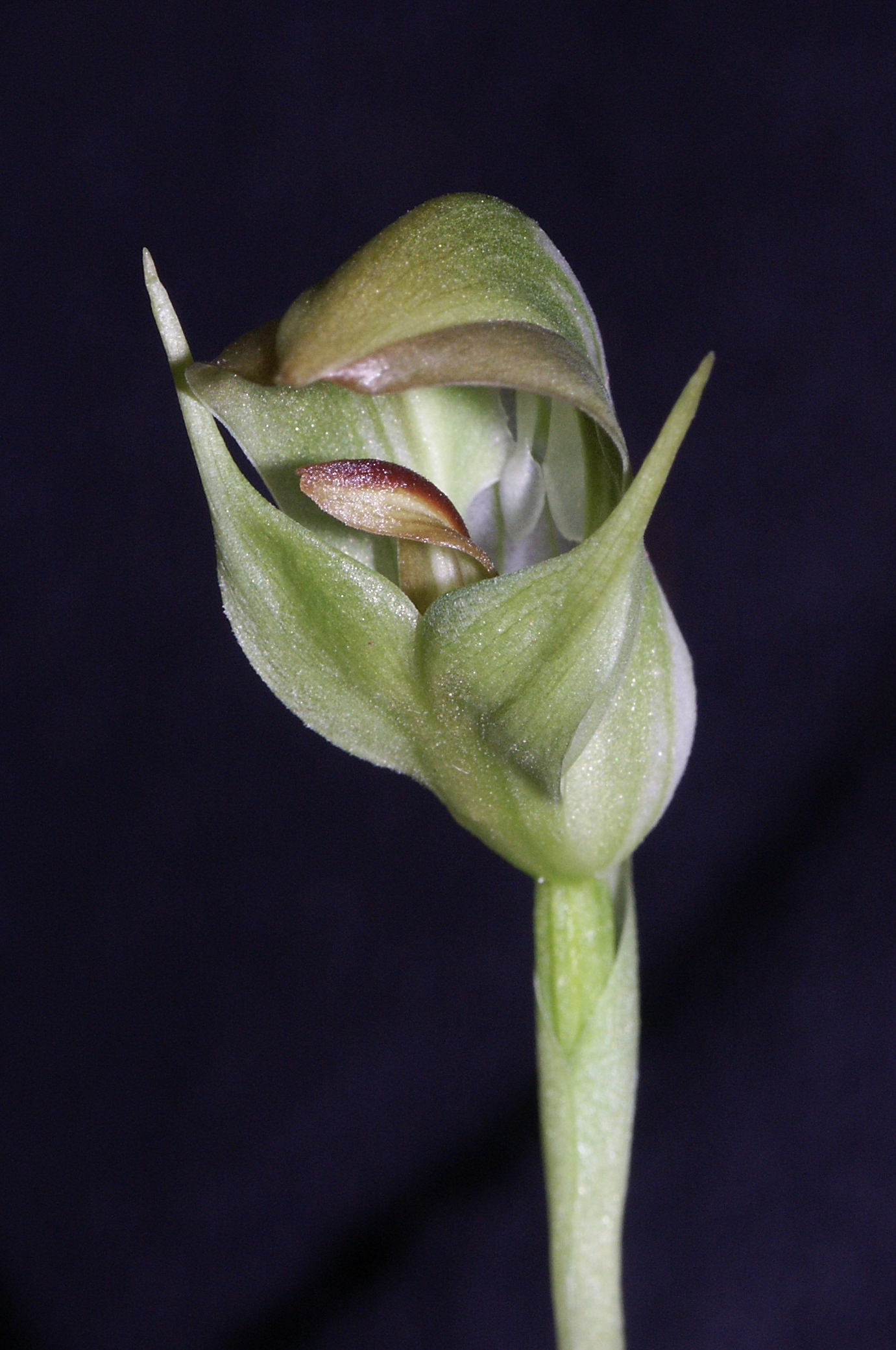
Pterostylis curta Sottotribù Pterostylidinae
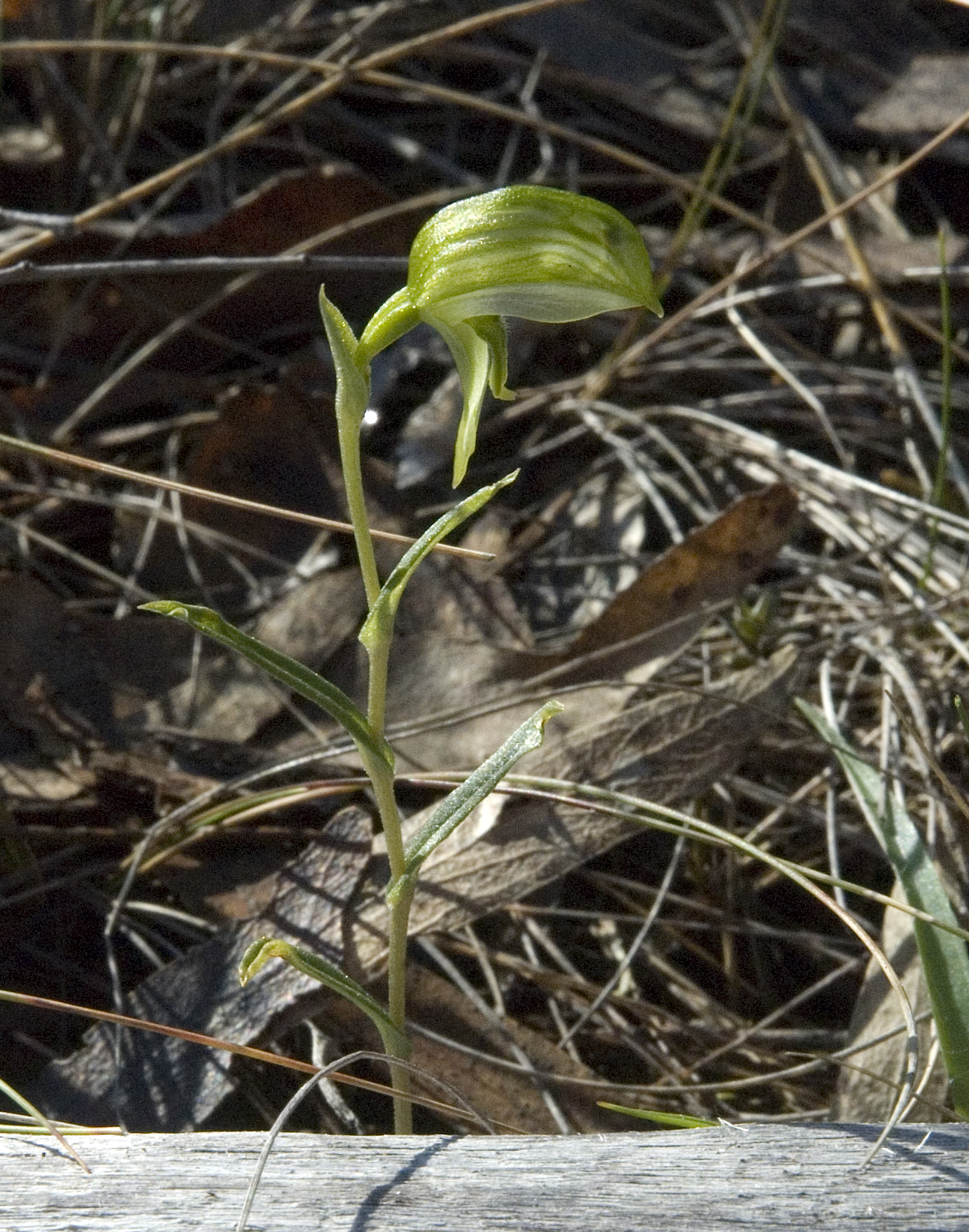
Pterostylis melagramma Sottotribù Pterostylidinae
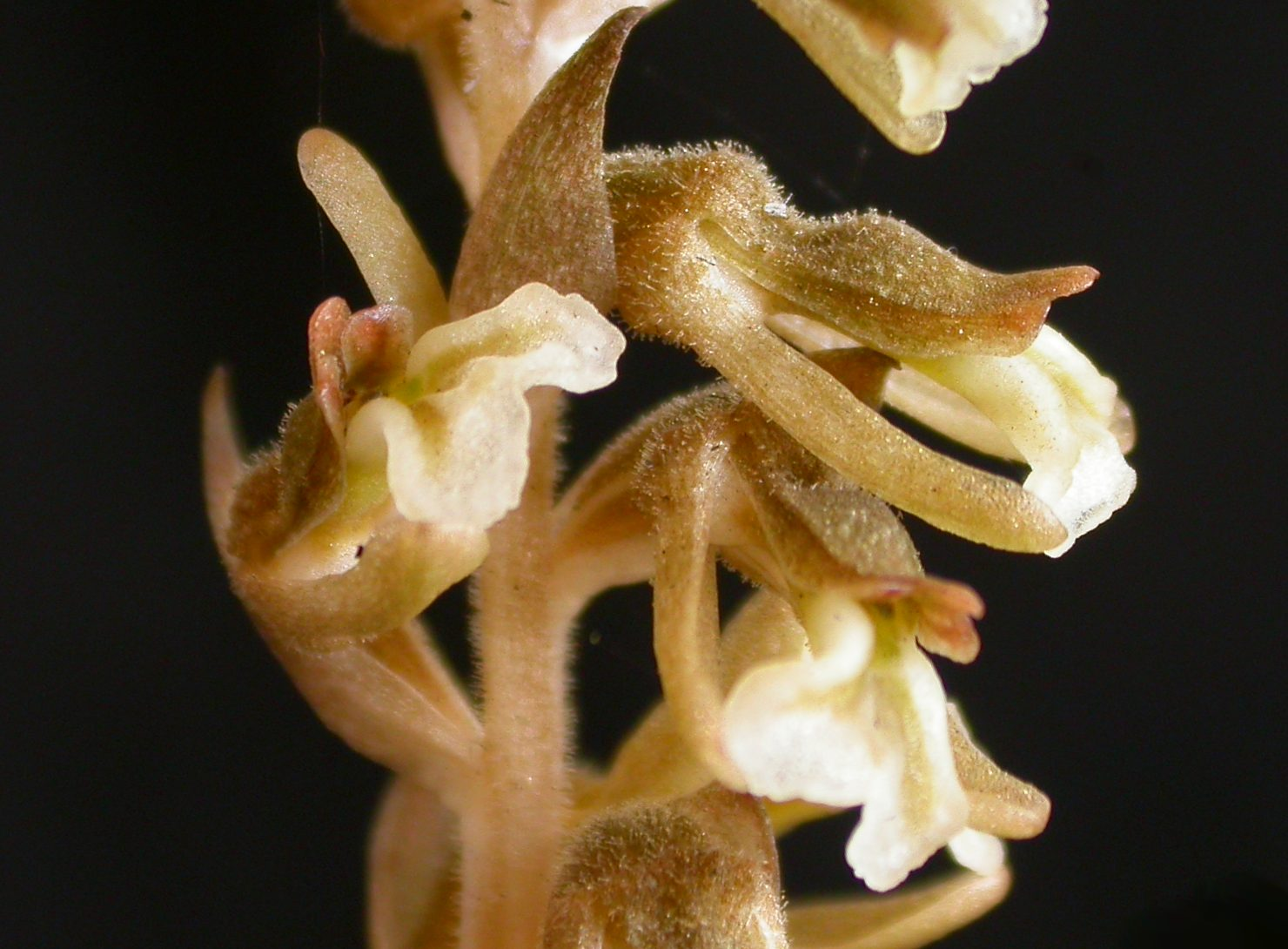
Cyclopogon elatus Sottotribù Spiranthinae
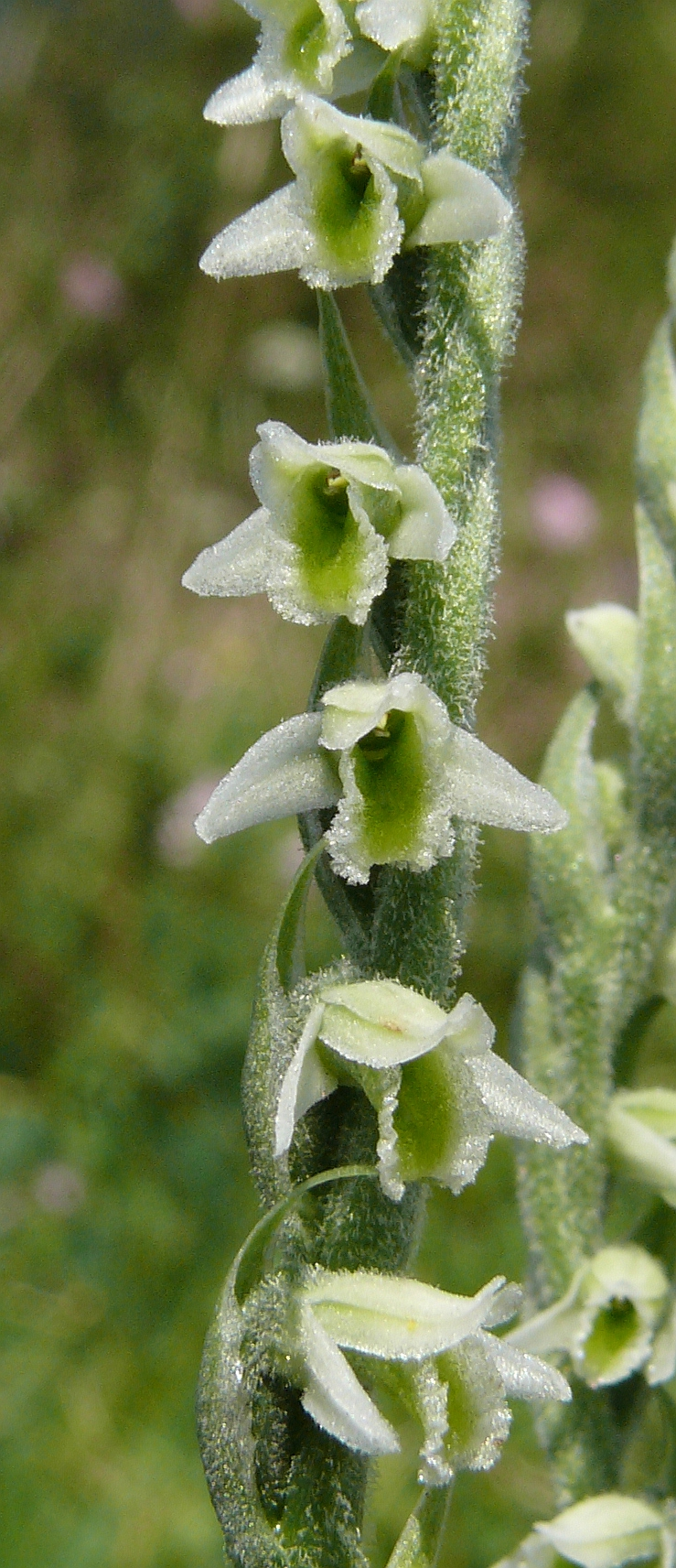
Spiranthes spiralis Sottotribù Spiranthinae